# Justin Nozuka
Justin Tokimitsu Nozuka (New York, 29 settembre 1988) è un cantautore statunitense naturalizzato canadese.

## Biografia
Nato negli Stati Uniti, è di origini giapponesi da parte del padre, mentre sua madre è sorellastra dell'attrice Kyra Sedgwick, nonché cugina di Edie Sedgwick.
Scoperto da Allen Reid, ha firmato un contratto con la Universal Records e nel 2007 ha pubblicato il suo primo album. Nel 2008 si è esibito con Eric Hutchinson, Marié Digby, Gabe Dixon Band, Missy Higgins e altri.
Nell'aprile 2010 ha pubblicato il suo secondo album in studio.
Nel 2011 ha collaborato col gruppo The Slakadeliqs.
Nell'aprile 2014 è stato pubblicato il suo terzo album dalla Warner Music Canada.

## Discografia

### Album studio
- 2007 - Holly
- 2010 - You I Wind Land and Sea
- 2014 - Ulysees